# 충일여자고등학교
충일여자고등학교(忠一女子高登學校)는 대전광역시 유성구 원내동에 있었던 고등학교이다.
2000년대 들어서 학생수가 점차 줄어들자 결국 2005년 폐교하였고 지금까지 방치되어 있다.

## 연혁
연혁은 다음과 같다.
- 1979년 3월 : 충일실업고등학교로 개교
- 1984년 3월 : 인문계 고등학교 충일여자고등학교로 전환
- 2005년 2월 : 2002년 모기업인 충남방적의 회사정리절차 신청 등의 경영난으로 인한 학생수 감소로 폐교

## 유명한 동문
- 송미림 - 정치인

## 참고 자료
- 대전 충일여자고등학교 폐교 이야기